# Orchestre à l'école

Orchestre à l'école (OAE) est un dispositif d'envergure nationale, issu d'un partenariat public/privé, mis en place dans des écoles et collèges français.
C'est aussi le nom de l'association qui soutient et organise son déploiement. Sa Déléguée générale est Marianne Blayau,.
À la rentrée 2022, près de 155 000 enfants, au sein de plus de 1 545 orchestres, ont bénéficié du dispositif Orchestre à l'école sur l’ensemble du territoire. 

## Principe et fonctionnement
Le but de l'association est l'épanouissement et la réussite de tous les enfants par le biais d’une pratique instrumentale collective en milieu scolaire.
Le dispositif permet de transformer des classes en orchestres dans les établissements scolaires (élémentaires ou collèges) et ce pendant trois ans. Les enfants reçoivent en moyenne 1h de cours d’instrument et 1h de cours d’orchestre par semaine.
Chaque orchestre est issu d'un partenariat impliquant toujours un établissement scolaire, un conservatoire ou une école de musique, et une collectivité territoriale, faisant ainsi rayonner l’enseignement de la musique sur le territoire, qu'il soit urbain, péri-urbain ou rural.

## Objectif et impact
L'enjeu est de permettre à un maximum d'enfants d'accéder à la culture artistique musicale en toute gratuité et sur un principe d’égalité pour tous.
Par la pratique instrumentale, les enfants se familiarisent avec une certaine discipline, enrichissent leur imaginaire, développent leur créativité et acquièrent de nouvelles habitudes et facultés cognitives. Ils progressent ainsi souvent dans d’autres domaines.
L’association a également un impact de socialisation important, car la pratique instrumentale collective véhicule des valeurs fortes, telles que l’écoute des autres, l’entraide ou encore le respect qui permettent aux enfants de trouver des repères, d’être valorisés et de s'épanouir. La participation à un orchestre a  un effet positif sur le comportement des enfants et la construction de leur personnalité.
La musique à l’école contribue à la lutte contre l’échec et l’exclusion sociale, un intérêt souligné lors du forum TFO Ēducation de 2013 (Toronto, Canada), étudié dans plusieurs rapports,, et publications universitaires,,, ainsi que dans les bulletins officiels de l'Éducation nationale.

## Historique
C’est en 1999 qu'un premier orchestre à l'école voir le jour, à l’initiative de la CSFI (chambre syndicale de la facture instrumentale) partant du constat que la pratique musicale est moins répandue en France que dans d'autres pays. Après un rapprochement avec l'Éducation nationale, convaincue que le dispositif pourrait s’inscrire de manière efficace dans les programmes scolaires, les professeurs des conservatoires s'intéressent au projet et le dispositif peut s’appuyer sur leurs compétences. Puis ce sont les élus locaux qui estiment que le projet s’inscrit parfaitement dans les politiques de la ville. Le mécénat privé se joint lui aussi à l'initiative.
En janvier 2008, une première rencontre nationale des orchestres à l’école est organisée par le Ministère de la Culture. Une centaine d’orchestres est alors recensée. 
En septembre 2008, afin de répondre aux demandes des porteurs de projets et gérer la communication auprès des institutions et des financeurs, la CSFI se dote d’un nouvel organe : l’association Orchestre à l’école, régie par la loi du 1er juillet 1901[source insuffisante]. La même année, les animateurs du projet rencontrent le fondateur d’AXA, Claude Bébéar, qui accompagnera l'association et lui fera bénéficier de ses compétences et connaissances.
En juin 2011, l’association devient autonome et voit désormais le nombre d’orchestres à l’école augmenter chaque année. À la rentrée 2014, on comptait ainsi 1040 orchestres.
Depuis 2012, une convention cadre lie l'association à plusieurs ministères. En mai 2012, une première convention cadre est établie avec le Ministère de l'Éducation nationale, (jeunesse et vie associative) et le Ministère de la Culture et de la Communication. En 2017, une nouvelle convention associe un nouveau signataire, le Ministère de la Ville.
L'association compte parmi ses partenaires institutionnels le Château de Fontainebleau, le CNC, le Centre Pompidou, le Musée du Louvre, l'Orchestre philharmonique de Radio France, le Paris Mozart Orchestra, et Radio France[source secondaire souhaitée].
Ces partenariats permettent l'organisation d'événements. Ainsi, les 17 et 18 mars 2017, des collégiens bénéficiaires du projet Orchestre à l'école créent Dianoura ! d'Etienne Perruchon, avec l'Orchestre philharmonique de Radio France et la pré-maîtrise de Radio France,.
En mai 2018, l'association fête ses 10 ans à L'Olympia.
À la rentrée scolaire 2018, l'association est un pilier du plan Tous musiciens d'orchestre lancé par Françoise Nyssen, alors Ministre de la Culture.
En 2020, Gautier Capuçon est nommé Ambassadeur de l'association.
En 2022, le trompettiste Ibrahim Maalouf a invité 130 collégiens pour jouer deux morceaux avec lui, envahissant les allées de l’Accor Arena (ex Bercy) devant 20 000 spectateurs. Cinq orchestres à l’école ont été sélectionnés cette année, venus des quatre coins de la France. En 2019, Ibrahim Maalouf invitait déjà 17 orchestres à l’École lors de sa tournée et ont partagé des scènes comme L’Olympia ou encore le Zénith de Paris en décembre 2021[source secondaire souhaitée].

## Missions
Les missions de l'association sont principalement la création, le financement, le développement et la diffusion des Orchestres à l'école.
L’association Orchestre à l’école contribue à la création d'orchestre dans chaque ville de France ; elle n’a pas vocation à labelliser des projets, mais à les accompagner :
- au moment de leur création, par l’achat d’instruments et une aide au montage du projet,
- durant leur existence, en favorisant leur pérennité par des projets de représentations musicales, rencontres, stages ou colloques[31] fonctionnant par appel à candidature dans un objectif d’ouverture culturelle et motivation, cohésion des équipes (de l’Éducation nationale et des conservatoires), partage d'expérience,
- en favorisant le dialogue entre les différents acteurs: de l’éducation, de l’enseignement artistique, les parents d’élèves et les élus partenaires de la collectivité territoriale afin qu’ils puissent eux-mêmes fixer les cadres de suivi et les conditions d'évaluation de leur projet éducatif[32].
- en mettant en valeur les orchestres et leurs évènements par l'organisation et la recherche de soutiens financiers, (subventions publiques ou aides privées) et/ou la recherche d'artistes ambassadeurs pour ces événements, dont certains s’inscrivent à l’échelle nationale et proposent aux élèves des rencontres artistiques avec de grandes institutions[33] ou des compositeurs[34].